# Eduardo Cruz
Eduardo Cruz Sánchez, né le 27 février 1985 à Alcobendas (communauté de Madrid), est un auteur-compositeur-interprète espagnol.

## Biographie
Eduardo Cruz est né à Alcobendas le 27 février 1985. Il a deux sœurs : l'actrice internationale Penélope Cruz et la danseuse et actrice Mónica Cruz.
Eduardo Cruz sort en juin 2006 son premier album, Cosas que Contar (Des choses à raconter), chez Warner Music Latina, auquel ses deux sœurs participent.
En 2011, Eduardo Cruz participe à son premier projet cinématographique en composant un tango qui donne le ton à la relation des deux personnages principaux du film Pirates des Caraïbes : La Fontaine de jouvence réalisé par Rob Marshall. En 2012, il compose la bande originale du film Venir au monde (Venuto al Mondo) réalisé par Sergio Castellitto. En 2015, il participe en tant que compositeur au film Ma ma ma réalisé par Julio Medem.
Il fait quelques incursions dans le monde de la publicité, en composant de la musique pour des campagnes commerciales de marques internationales telles que Lancôme, L'Oréal, Liverpool, Epson, Agent Provocateur et Nintendo, entre autres.
Il a été le compagnon de l'actrice américaine Eva Longoria de février 2011 à juin 2012. Depuis 2018, il partage la vie de l'actrice argentine Eva De Dominici, de dix ans sa cadette. Ils ont un fils, Cairo Cruz, né le 6 octobre 2019 à Los Angeles.

## Discographie

### Bandes originales
- 2011 : Pirates des Caraïbes : La Fontaine de jouvence de Rob Marshall
- 2012 : Venir au monde de Sergio Castellitto
- 2015 : Ma ma ma de Julio Medem